# Jesionka (Grande-Pologne)
Pour les articles homonymes, voir Jesionka.
Jesionka (prononciation : [jɛˈɕɔnka]) est un village polonais de la gmina de Sompolno dans le powiat de Konin de la voïvodie de Grande-Pologne dans le centre-ouest de la Pologne.
Il se situe à environ 12 kilomètres au sud de Sompolno (siège de la gmina), à 17 kilomètres au nord-est de Konin (siège du powiat) et à 106 kilomètres à l'est de Poznań (capitale régionale).
Le village possédait une population de 160 habitants en 2006.

## Histoire
De 1975 à 1998, le village faisait partie du territoire de la voïvodie de Konin.

Depuis 1999, Jesionka est situé dans la voïvodie de Grande-Pologne.